# 劉文島
劉 文島（りゅう ぶんとう）は、中華民国（台湾）の政治家・外交官。字は塵蘇。別号は率真。

## 事跡
初めは旧学を学んだが、13歳の時に湖北陸軍小学に入学する。このときに革命派の秘密組織に加入し、後に武昌陸軍第三中学に進学した。1909年（宣統元年）、保定陸軍軍官学校に入学し、第1期歩兵科に配属される。辛亥革命が勃発すると、上海に赴き革命派の軍に加わった。
1913年（民国2年）、第二革命（二次革命）が勃発すると劉文島も革命派に加わったが、敗北したために日本へ亡命し、早稲田大学政治経済学部に入学した。1915年（民国4年）、袁世凱が日本の対華21ヶ条要求に調印しようとすると、劉は帰国して反対運動を展開したが、そのために逮捕・収監されている。翌年、袁が死去すると釈放され、日本に戻って学業を継続した。
1918年、梁啓超が組織した欧州視察団に劉文島も参加し、後にパリ大学法学部に入学した。1925年、法学博士号を取得して帰国し、長沙で湖南省長公署顧問に任ぜられる。まもなく武昌の私立中華大学で教授となり、さらに広東省へ移り、蔣介石の紹介で中国国民党に加入した。1926年（民国15年）、国民革命軍第8軍党代表兼前敵総指揮部政治部主任に任ぜられ、北伐に参加する。漢口攻略後、国民党漢口特別市党部執行委員、湖北省臨時政治委員会委員、漢口市政委員会委員長を歴任し、同年末に漢口市市長となった。翌年3月、中国共産党との対立の末に市長の地位を追われる。以後、国民革命軍総司令部政治部副主任に転じ、後に総司令行轅総政治部主任に昇進した。
1929年（民国18年）3月、劉文島は国民党第3期中央執行委員候補に選出され、4月、漢口市市長に再任された。1931年（民国20年）5月、湖北省政府民政庁庁長に転じている。同年10月、駐ドイツ全権公使に起用され、欧州に向かった。翌月には駐オーストリア全権公使も兼任している。1933年9月、駐イタリア全権公使に異動し、翌年10月、特命全権大使に昇格した。1935年11月、国民党第4期中央執行委員候補に再選されている。1937年（民国26年）12月、帰国した。
戦時中の劉文島は国防最高委員会委員を務め、戦後は湖北・湖南・江西の三省で宣慰使を務めた。1946年（民国35年）5月、国民党第6期中央監察委員に選出され、翌1947年（民国36年）3月、中央監察委員会常務委員に任ぜられている。同年に閩台清査団団長を務めた。1948年（民国37年）5月、立法院立法委員に任ぜられ、立法院外交委員会委員となった。国共内戦末期に台湾へ逃れ、以後は月刊誌『健康長寿』を創刊し、仏学を研究している。
1967年（民国56年）6月11日、台北市にて死去。享年75（満74歳）。